# Ghostscript
Pour les articles homonymes, voir Ghosts.
GPL Ghostscript est une suite logicielle permettant le traitement des formats de fichiers PostScript et PDF. C'est un logiciel libre distribué sous licence GNU GPL.

## Historique

### Le projet GNU et la société Aladdin Enterprises
Ghostscript est développé en 1986 par L. Peter Deutsch. Il est distribué à l'origine pour le projet GNU sous licence GNU GPL, ce qui suppose une collaboration de l'auteur avec la communauté GNU. Deutsch fonde par la suite la société Aladdin Enterprises pour distribuer Ghostscript sous la forme d'un logiciel propriétaire.
Le projet comprend dès lors deux branches : la branche GNU Ghostscript et la nouvelle branche Aladdin Ghostscript désormais distribuée sous la licence AFPL. Ce fait suppose que l'auteur n'ait pas abandonné ses droits d'auteur à la FSF comme cela est souvent le cas pour les projets distribués sous la bannière GNU.

### Les sociétés Artifex Software et artofcode
Deutsch fonde ensuite la société Artifex Software pour maintenir le projet sous une double licence, la licence AFPL et la licence publique générale GNU.
Il quitte ensuite Artifex Software pour la société Artofcode LL' qui récupère les droits d'auteur. En 2007, ces derniers sont à nouveau transférés à Artifex Software.
Le projet comporte trois branches depuis la création de l'entreprise Artifex Software:
- la branche GNU Ghostscript, maintenue jusqu'à la version 7.07 distribuée le 18/05/2003.
- la branche AFPL Ghostscript, maintenue jusqu'à la version 8.54 distribuée le 29/05/2006.
- la branche GPL Ghostscript, maintenue depuis 2004 sous licence GPL.

Cette dernière sera la seule maintenue à partir de juin 2006. Le projet adopte l'appellation GPL Ghostscript et les nouvelles versions seront dès lors  distribuées exclusivement sous la licence GNU GPL.

## Caractéristiques techniques
La suite comprend un interpréteur PostScript et PDF :
- Conversion entre les formats PDF et Postscript.
- Conversion de PDF en images (png, jpeg, tiff, etc) avec qualité configurable[6].
- Impression des fichiers au format d'impression PostScript, un standard supporté par la plupart des imprimantes.
- Impression des documents PostScript sur des imprimantes ne supportant pas ce standard.
- Affichage des fichiers Postscript/PDF par l'utilisation de filtres, mais les interfaces graphiques restent plus conviviales.

### Interfaces graphiques
Ghostscript permet de visualiser les fichiers PS et PDF, mais pas de manière conviviale. Il existe de nombreuses interfaces graphiques pour afficher les fichiers Postscript/PDF :
- GhostView et GNU gv : interfaces pour plates-formes de type UNIX comme GNU/Linux, FreeBSD, etc.
- GSView : une interface multiplate-forme pour Windows, OS/2 et GNU/Linux.
- MacGSView pour les systèmes Mac OS.
- Adobe Acrobat Reader : une interface multiplate-forme propriétaire pour lire le format PDF.
- MuPDF : un moteur de visualisation de PDF développé par Artifex Software.

## Les différentes versions Ghostscript
- GNU Ghostscript, la version du programme GPL Ghostscript par le projet GNU. C'est un fork du projet GNU maintenu séparément depuis 2003-2004.
- La version maintenue par Russell Lang de la société Ghostgum Software Pty Ltd. Russell Lang est par ailleurs l'auteur de GSview[7].